# چیف رد فاکس
چیف رِد فاکس (انگلیسی: Chief Red Fox؛ ‏ ۱۱ ژوئن ۱۸۷۰ – ۱ ژانویهٔ ۱۹۷۶) بازیگر سرخپوست قبیلهٔ سو و فعال حقوق سرخپوستان ایالات متحده آمریکا بود.
از فیلم‌هایی که وی در آن‌ها نقش داشته‌است، می‌توان به گردآوری اشاره نمود.